# Susanne Melior
Susanne Melior, née le 1er septembre 1958 à Havelberg, est une femme politique allemande.